# Lady Macbeth agarrando las dagas
Lady Macbeth agarrando las dagas es un óleo sobre lienzo del artista suizo-británico Johann Heinrich Füssli o Henry Fuseli, creado en 1812. La obra se exhibe en la Tate Britain, de Londres. 

## Historia y descripción
Fuseli era un gran admirador de William Shakespeare; él mismo había traducido Macbeth al alemán. Creó varios cuadros inspirados en las obras de Shakespeare. Esta pintura, probablemente un boceto de una obra de mayor envergadura, representa un pasaje de la segunda escena del segundo acto de la misma obra. En esta escena el protagonista, Macbeth, sale de una alcoba en la noche sosteniendo con los brazos extendidos los puñales aún ensangrentados con los que acaba de matar al rey Duncan, mientras su esposa Lady Macbeth, instigadora del regicidio, le indica que guarde silencio mientras corre hacia su marido para desarmarlo. Macbeth parece arrepentido, mientras que su esposa parece más segura. La escena tiene un aspecto fantástico y dramático; los personajes parecen espectros resplandecientes ante un fondo negruzco.   